# Sasso Corbaro
Il castello di Sasso Corbaro  è situato sui fianchi della sponda sinistra del fiume Ticino, nei pressi di Bellinzona. Con i castelli di Montebello e di Castelgrande e le mura che attraversano in parte la valle è iscritto dal 2000 come patrimonio dell'umanità dell'UNESCO. Il "Castello di Sasso Corbaro" è anche detto castello di Cima, castello di Unterwalden dal 1506, castello di Santa Barbara dal 1818.

## Storia e descrizione
È l'ultimo dei castelli edificati a Bellinzona. Venne costruito in sostituzione di una torre preesistente con lo scopo di ottimizzare la difesa contro i Confederati. Tra il 1478 e il 1482 si cominciarono i lavori (che si conclusero in pochi mesi), voluti da Ludovico il Moro per evitare l'aggiramento a monte dello sbarramento costituito dai due castelli sottostanti e dalle mura che chiudevano la valle. Il periodo è infatti successivo alla sconfitta del ducato nella battaglia di Giornico contro i Leventinesi e gli Urani (a quest’ultimi il ducato aveva promesso la valle nel 1466, ma non aveva mantenuto la parola).
I lavori vennero affidati all'ingegnere ducale Danesio Maineri (documentato dal 1457 al 1482) e all'architetto ducale Benedetto Ferrini (documentato dal 1453, morto nel 1479), che non riuscì a completare l'opera perché morì di peste. Gli succedette l'architetto bellinzonese Ghiringhelli che in breve tempo portò a termine i lavori. Imponente la torre che si erge ad un'altezza di 14 metri.
A seguito dell’annessione del territorio alla Repubblica Elvetica nel 1798, la fortezza fu abbandonata. Con la nascita del Canton Ticino nel 1803 diventò di sua proprietà, ma nel 1870 il Cantone lo cedette a privati i quali ne fecero una residenza estiva. Nel 1919 tornò al Cantone che restaurò e parzialmente ricostruì il rivellino, i portali d'ingresso, la cappella seicentesca e il pozzo. I restauri vennero eseguiti principalmente negli anni 1933 e 1934.
Nel 1964 il castello divenne sede di un museo dedicato alle arti e delle tradizioni popolari ticinesi, museo che venne chiuso nel 1997.
Nel 1989 vi fu collocata la sala lignea del XVII secolo che il Cantone aveva acquistato nel 1944 dagli eredi della famiglia Poglia, chiamata in seguito «Sala Poglia». All’inizio questa sala era stata trasferita a Castelgrande per conto di Giuseppe Weith della Commissione cantonale dei monumenti storici ed artistici. Questo manufatto di noce massiccio, originariamente si trovava ad Olivone ed era il vestibolo della casa degli Emma (Hema in origine), importante famiglia di notai dell’epoca. La sala contiene tuttora la pigna in sasso utilizzata per riscaldare gli ambienti, recante lo stemma degli Emma. Ulteriori ristrutturazioni interne sono state fatte negli anni 1997-1998, oltre ad un lavoro di restauro negli anni 2001-2006. Attualmente ospita esposizioni temporanee.